# Mezinárodní letiště Gjandža
Mezinárodní letiště Gjandža (IATA: GNJ, ICAO: UBBG), ázerbájdžánsky Gəncə Beynəlxalq Hava Limanı, je jedno z letišť v Ázerbájdžánu, ležící ve městě Gjandža.

V září 2021, organizace IATA přidělila letišti nový kód GNJ. Původní kód KVD byl podle dříve používaného jména města Kirovabad, které se používalo do roku 1989.